# Tchaikovsky (phim)
Tchaikovsky (tiếng Nga: Чайковский) là một bộ phim về cuộc đời nhà soạn nhạc Pyotr Ilyich Tchaikovsky của đạo diễn Igor Talankin, ra mắt năm 1970.

## Nội dung
Truyện phim xoay quanh mối tình kỳ lạ giữa chàng trai Pyotr với góa phụ Nadezhda von Meck - người được Tchaikovsky ví như "Thiên thần hộ mệnh" của đời mình, bà cũng là nguồn cảm hứng cho những kiệt tác đầu tiên - những bản concerto trữ tình và vở ba lê nổi tiếng Chiếc kẹp hạt dẻ.

## Diễn viên
- Laurence Harvey... Người dẫn chuyện
- Innokenty Smoktunovsky... Pyotr Ilyich Tchaikovsky
- Antonina Shuranova... Nadezhda von Meck
- Maya Plisetskaya... Dezire Arto
- Kirill Lavrov... Vladislav Pahulsky
- Vladislav Strzhelchik... Nikolai Rubinstein
- Yevgeny Leonov... Alyosha
- Maya Plisetskaya... Nữ nghệ sĩ mộng mơ
- Bruno Freyndlikh... Ivan Turgenev
- Luiza Koshukova... Aleksandra Andreyevna née d'Assier (mẹ Tchaikovsky)
- Arkady Trusov... Agafon
- Alla Demidova... Yulia von Meck
- Yevgeny Yevstigneyev... Hermann Laroche
- Lilya Yudina... Antonina Milyukova (vợ Tchaikovsky)
- Erwin Knausmyuller... Quản gia nhà von Meck
- Aleksandr Smirnov... Nikolai Kashkin
- Maria Vinogradova
- Pavel Romanov... Bác sĩ Sergey Botkin
- Nikolai Trofimov... Cảnh sát trưởng
- Yulia Tsoglin... Học trò của Nikolai Rubinstein

## Ê-kíp
- Thiết kế sản xuất: Aleksandr Borisov, Yury Kladyenko
- Phục trang: Lyudmila Kusakova
- Âm thanh: Yury Rabinovich, Vitaly Shmelkin
- Hiệu ứng đặc biệt: Yury Kladyenko, V.Rylach
- Biên đạo múa: Azary Plisetsky, L.Talankina

## Vinh danh
- Đề cử giải Oscar (1972)
  - Phim nói tiếng nước ngoài hay nhất
  - Nhạc phim hay nhất
- Номинация на Золотой глобус (1972) лучший фильм на иностранном языке.
- Приз лучшему актёру (Иннокентий Смоктуновский) на фестивале в Сан-Себастьяне (1970)
- По итогам зрительского опроса журнала «Советский экран» И. Смоктуновский был признан лучшим актером 1970 года).